# Universidad del Cabo Occidental
La Universidad del Cabo Occidental (en inglés:  University of the Western Cape, en afrikáans: Universiteit van Wes-Kaapland) es una universidad pública sudafricana situada en el barrio de Bellville.
Esta universidad tiene una larga historia contra la opresión y la discriminación. Se creó siguiendo un decreto apartheid  para gente coloured en contraposición a la Universidad de Ciudad del Cabo (para blancos hablantes de inglés) y la  Universidad de Stellenbosch (para blancos hablantes de afrikáans), además se crearon otras universidades para otras etnias.
- Datos: Q475700
- Multimedia: University of the Western Cape / Q475700